# Amperima
Genre
Amperima est un genre de concombres de mer des abysses de la famille des Elpidiidae.

## Liste des espèces
Selon World Register of Marine Species (17 février 2015) :
- Amperima belyaevi Gebruk, 1988
- Amperima furcata (Hérouard, 1899)
- Amperima insignis (Théel, 1882)
- Amperima naresi (Théel, 1882)
- Amperima robusta (Théel, 1882)
- Amperima rosea (R. Perrier, 1896)
- Amperima velacula Agatep, 1967
- Amperima vitjazi Gebruk, 1988

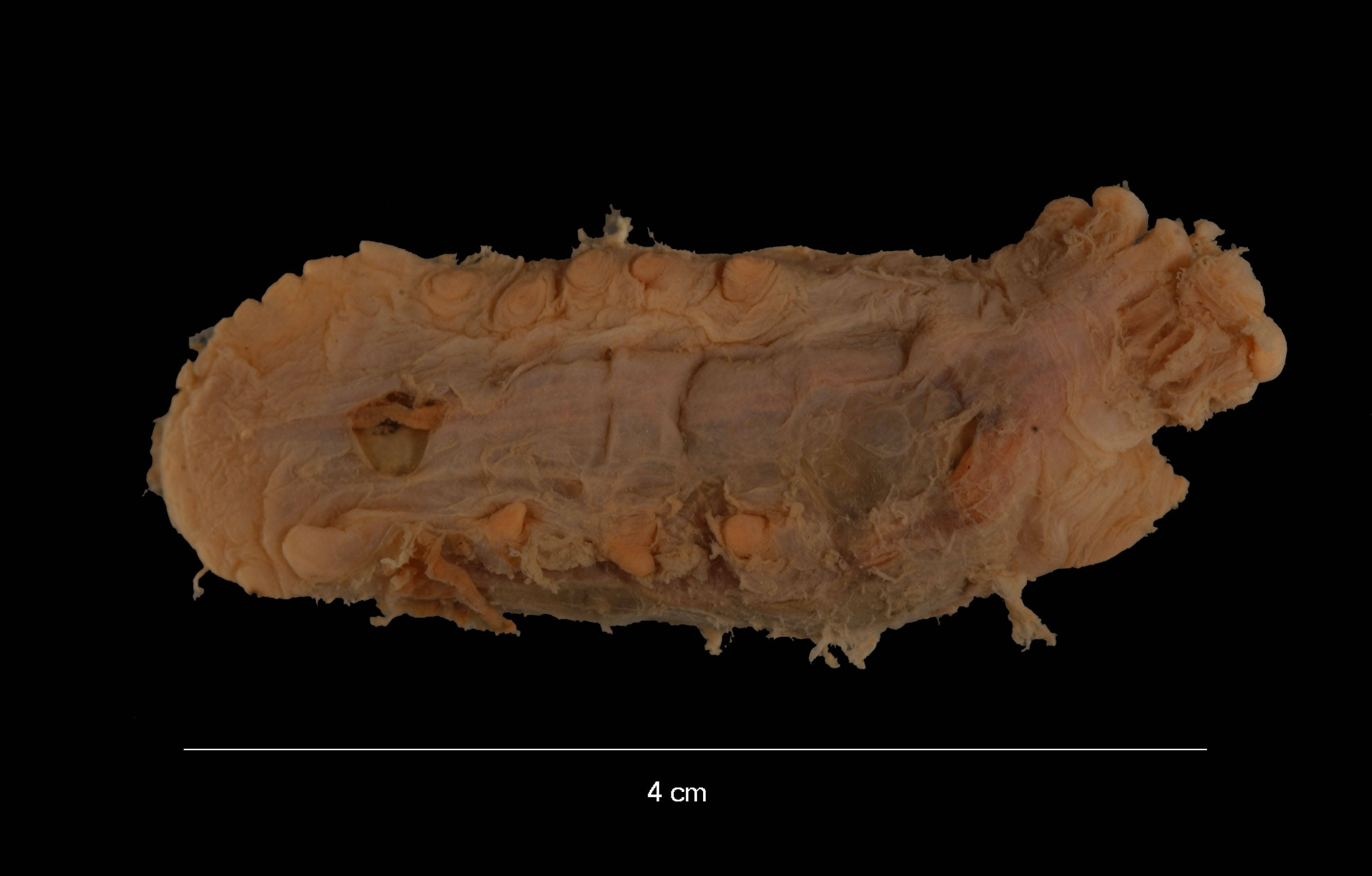
Amperima robusta (spécimen de muséum).
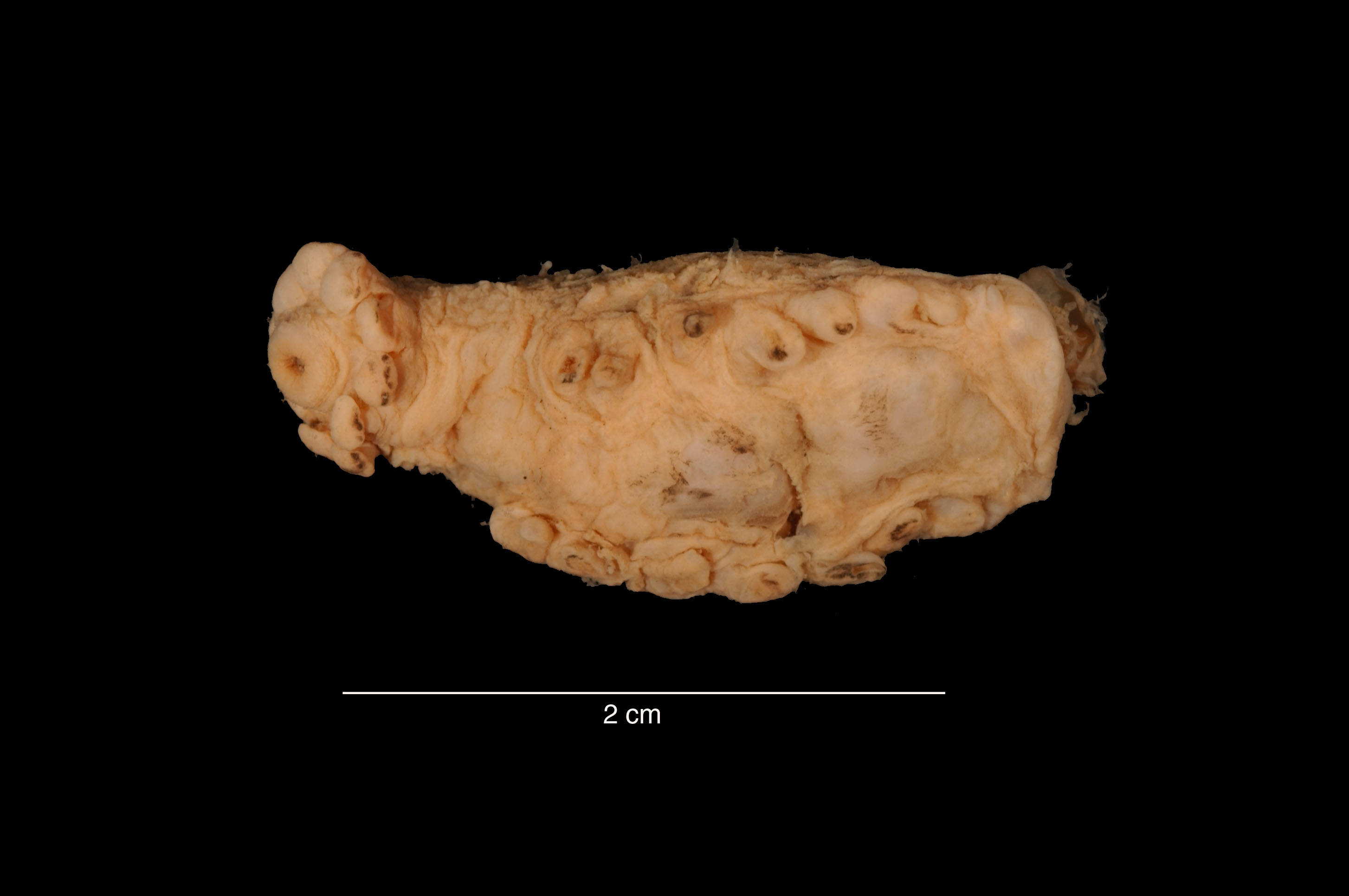
Amperima velacula (spécimen de muséum).